# Emili Samper Prunera
Emili Samper Prunera (Tarragona, 1980) és un escriptor i investigador català. És doctor en Filologia Catalana i Màster en Estudis Superiors de Llengua, Cultura i Literatura Catalanes. Treballa a l'Arxiu de Folklore del Departament de Filologia Catalana de la Universitat Rovira i Virgili. Ha centrat la seva activitat investigadora en la literatura oral popular i també ha fet incursions en l'estudi del còmic. El 2014 va guanyar el 29è Premi Valeri Serra i Boldú, considerat el guardó més important de cultura popular catalana, amb el treball Les rondalles de Cels Gomis i Mestre: edició, catalogació i estudi.

## Obres
- Les rondalles de Cels Gomis i Mestre. Edició, catalogació i estudi[4] Barcelona: Publicacions de l'Abadia de Montserrat, Biblioteca de cultura popular Valeri Serra i Boldú 25, 2015, 178 p.
- Llegendes de Tarragona[5] Barcelona: Publicacions de l'Abadia de Montserrat, 2014, 144 p.
- De l'anarquisme al folklore. Cels Gomis i Mestre (1841-1915).[6] Tarragona: Publicacions URV, Recerca 27, 2013, 214 p.
- Ramon Comas i Maduell: vida i obra d'un poeta.[7] Tarragona: Edicions El Mèdol, La Galeria 3, 2003, 64 p.